# 兵隊文庫
兵隊文庫（へいたいぶんこ、英: Armed Services Editions (ASE)）は、第二次世界大戦中にアメリカ軍兵士に配布するためにアメリカ合衆国の戦時図書審議会が発行した、小型のペーパーバック。兵隊文庫のほか、軍隊版や陣中文庫、陣中文庫版とも呼ばれる。兵隊文庫は世界中に派兵された米兵の娯楽や憂さ晴らしのため、ストレス解消のため、政治的・歴史的・軍事的な教育のため、そしてナチス・ドイツがヨーロッパで行った検閲・焚書に代表される「思想戦」における「重要な武器」として、1943年から1946年まで発行された。累計で1億2000万冊を超える兵隊文庫が配布された。戦時図書審議会のスローガンは「本こそが思想戦の武器である」。

## 歴史

### 戦勝図書運動
戦場の恐怖や劣悪な環境・軍隊生活といったストレスからの逃避、長距離移動・待機（あるいは負傷による入院）といった空き時間の多さに対する娯楽不足から、戦場の兵士たちには読む本が必要とされた。米国では兵隊文庫よりずっと前、南北戦争や第一次世界大戦のころから、前線の兵士たちに本を送る活動が行われていた。第一次大戦後には、兵士たちに「楽しみをもたらし」、「人格と品行を高め」、また「戦いのなかでも必要となる意志の力を強くする」本をすべての訓練基地に整備すべく、陸軍図書館局が設立され、200を超える陸軍図書館の管理にあたった。しかしそれらの陸軍図書館も、次第に予算が削られ1940年時点では形骸化しており、軍の予算による蔵書の補充にも限界があったため、その窮状を知った図書館員らは、アメリカ図書館協会が主体となって、連邦政府の公認のもと、全国的に寄付を募って1000万冊の本を集める国家防衛図書運動 (NDBC) の準備をはじめた。
1941年12月7日（日本時間では12月8日）の日本軍の真珠湾攻撃を受けて米国は日本に宣戦布告、そしてドイツによる米国への宣戦布告により、米国は本格的に戦争へと突入した。それにともない、この運動は戦勝図書運動 (Victory Book Campaign, VBC) に改称のうえ、1942年1月12日に正式に開始された。図書館はもとより、学校、百貨店、チェーンストア、鉄道、バス、そして新聞やラジオなどでの大々的な宣伝、著名人を呼んだイベントなどによって、開始から1か月で100万冊が集まったが、目標の10分の1に留まった。しかしその後の活動によって寄贈冊数は増え、5月には目標の1000万冊を達成した。活動は1943年に入っても続けられたが、冊数の減少と、不適切な本（ハードカバーで嵩張る本、汚破損のある本、子供向けや主婦向けの本など）が多いことなどが問題となっており、最終的には兵隊文庫が発刊されることになり、新聞では「戦勝図書運動は失敗」とまで報じられ、1943年10月1日に終了した。最終的に、集まった本は1850万冊、送られた本はうち1000万冊であった。

### 兵隊文庫の発刊
国民からの寄贈で本を集める戦勝図書活動は失敗に終わったが、しかし戦地の兵士たちは読む物に餓えており、軍の機関誌や一般雑誌は大変な人気で、戦地には本が（ただしハードカバーではない小さくて軽い本が）求められていた。そこで、図書担当陸軍将校であったレイ・L・トロートマン中佐とその同僚のスターリー・トンプソンは、自分たちで前線の兵士たちのための本を新しく作り出す計画を立案した。1943年1月、二人は、出版社などが設立した戦時図書審議会の執行委員、マルコム・ジョンソンに相談を持ち掛けたところ採用され、戦時図書審議会が兵隊文庫の計画を進めることとなった。
兵隊文庫は、軍が紙を提供し、戦時図書審議会が編集・印刷し、軍がそれを製造コストの10%増しで買い取り、そして米兵には無料で配布された。一般市民へは販売されなかった。戦争が終わった際にはすべての兵隊文庫の在庫を廃棄し、一般市場に流通させないという条件で出版されていた。
1943年9月、兵隊文庫の最初のシリーズであるAシリーズ30点が刊行された。兵隊文庫は月ごとにアルファベットを冠したシリーズを構成しており、最初の月がAシリーズ、その次がBシリーズとなり、Zの次はAA、BB、CCと続き、最終的には戦争が終わった1947年6月のTTシリーズまで刊行された。

## 出版
兵隊文庫は、兵士が軍服のポケットに入れて持ち運びしやすいように小さく作られている。従来のペーパーバックとは異なり、兵隊文庫は基本的に短辺を綴じる横長の装丁である。大きさは2種類あり、320ページ以下の本は縦10cm×横14cm、512ページ以下の本は縦11.4cm×横16.5cmであった。前者は胸ポケットに、後者はズボンのポケットにそれぞれ入るサイズである。512ページを超える作品は「戦時下の読書のために要約」された。本文は2段組みとされた。兵隊文庫の末期、1946年10月の1176番以降の作品については、発行部数が減っていたため特殊な印刷方法をとるのをやめ、ごく普通の縦長のポケットブックス判である。
兵隊文庫は『リーダーズ・ダイジェスト』用印刷機と、パルプ・マガジン用印刷機で印刷された。上下に2種類の本が並んだ2冊1組で印刷・製本され、それを二つに裁断したため、前者の印刷機では10cm×14cmの本が同時に2冊、後者では11cm×16cmの本が2冊同時に刷られた。雑誌用印刷機を使うことで、薄い紙に印刷することができた。印刷はクネオ・プレス (Cuneo Press)、ストリート＆スミス (Street & Smith)、W・F・ホール・カンパニー (W. F. Hall Company)、ウェスタン・プリンティング (Western Printing)、リトグラフィング・カンパニー (Lithographing Company) が担当した。
カバーデザインはソル・インマーマンによる。糊による無線綴じに加え、一部の兵隊文庫では補強のためステープルでも綴じてあった。戦時中の物資不足で使われていない印刷機を利用できたため、兵隊文庫のコストは5万部の場合で1部あたり10セント以下、10万部の場合は5セント以下と、低く抑えることができた。兵隊文庫の作品はすべて既刊本であり、1部あたり1セントの著作権使用料が原書の出版社へ支払われた。当時まだ一般的ではなかったペーパーバックが戦後急速に普及したこと（ペーパーバック革命）の一因は、兵隊文庫に親しんだ兵士たちの存在が挙げられる。

## 流通と反響
兵隊文庫は食糧や弾薬といった物資とともに梱包されて兵士たちに届けられた。読み終わった兵隊文庫は交換するのがごく一般的で、兵隊文庫が不足しているときは、読んだところまでを割いて、順番待ちをしている次の者に渡すことさえあった。入隊まで本になど興味がなく、兵隊文庫が小学校以来の読書だと語る兵士さえいた。
兵隊文庫は米兵だけでなく、世界各地の人々からも人気があり、西ドイツでは兵隊文庫専門の図書館の設立を求める要望が占領軍に寄せられたり、東京でも大量の兵隊文庫が古本として出回っていた。

## 収録作品
兵隊文庫には、古典から最新のベストセラーまで、劇、詩、様々な（ミステリ、スポーツ、ファンタジー、アクション、アドベンチャー、西部劇）小説などのフィクションも、伝記、宗教、自己啓発、科学などのノンフィクションも含まれていた。軍事に関する本や、愛国心や戦闘意欲を高揚する本も含まれてはいたものの、そのような作品が占める割合は2%以下で、ほとんどの作品は米国の一般市民が娯楽や教養として読むようなものであった。
作品を選ぶにあたってある程度の「検閲」が存在した。たとえば、反戦的なものや士気を下げる恐れがあるもの、性的刺激が強すぎるものなどである。当時人気があった（しかし短命ですぐ忘れ去られるような）小説が4分の3を占めていたが、名作と呼ばれる作品も収録された（しかしなぜかシェイクスピアは刊行されなかった）。
作品の多くは要約や編集を加えない完全版で発行され、その表紙には「これは完全版で、要約ではありません」という独特の記載がある。しかし、兵隊文庫で出版されたなかでも79作品だけは要約版で、「戦時下の読書のため要約」または「早く読めるよう若干要約」と記載されている。
兵隊文庫の発行数は最終的に1322巻、1億2300万部に上った。うち1227巻は兵隊文庫としての初版であり、95巻は再版である。また、63巻は兵隊文庫のために新たに審議会が編集した（同じ著者による）短編集・詩集・戯曲集・エッセイ集・ラジオドラマ集である。兵隊文庫1322巻の完全なコレクションはアメリカ議会図書館に所蔵されている。
| シリーズ   | 発行年月   | 番号  | タイトル                               | 著者                                 |
| ---------- | ---------- | ----- | -------------------------------------- | ------------------------------------ |
| Aシリーズ  | 1943年9月  | A-8   | オリバー・ツイスト                     | チャールズ・ディケンズ               |
| Aシリーズ  | 1943年9月  | A-15  | 人間喜劇                               | オノレ・ド・バルザック               |
| Aシリーズ  | 1943年9月  | A-16  | 人間の土地                             | アントワーヌ・ド・サン＝テグジュペリ |
| Aシリーズ  | 1943年9月  | A-22  | 恐怖省                                 | グレアム・グリーン                   |
| Bシリーズ  | 1943年10月 | B-55  | 子鹿物語                               | マージョリー・キナン・ローリングス   |
| Cシリーズ  | 1943年11月 | C-64  | カンディード                           | ヴォルテール                         |
| Cシリーズ  | 1943年11月 | C-71  | 緑の館                                 | ウィリアム・ハドソン                 |
| Cシリーズ  | 1943年11月 | C-76  | トム・ソーヤーの冒険                   | マーク・トウェイン                   |
| Cシリーズ  | 1943年11月 | C-90  | 怒りの葡萄                             | ジョン・スタインベック               |
| Cシリーズ  | 1943年11月 | C-110 | ハックルベリー・フィンの冒険           | マーク・トウェイン                   |
| Dシリーズ  | 1943年12月 | D-117 | ブルックリン横丁                       | ベティ・スミス                       |
| Dシリーズ  | 1943年12月 | D-118 | 聖衣                                   | ロイド・C・ダグラス                  |
| Eシリーズ  | 1944年1月  | E-128 | 月と六ペンス                           | サマセット・モーム                   |
| Eシリーズ  | 1944年1月  | E-138 | 心の旅路                               | ジェームズ・ヒルトン                 |
| Eシリーズ  | 1944年1月  | E-139 | アーサー王宮廷のコネチカット・ヤンキー | マーク・トウェイン                   |
| Fシリーズ  | 1944年2月  | F-152 | 夜間飛行                               | アントワーヌ・ド・サン＝テグジュペリ |
| Fシリーズ  | 1944年2月  | F-156 | 名犬ラッシー                           | エリック・ナイト                     |
| Gシリーズ  | 1944年3月  | G-182 | 白牙                                   | ジャック・ロンドン                   |
| Gシリーズ  | 1944年3月  | G-209 | 白鯨                                   | ハーマン・メルヴィル                 |
| Hシリーズ  | 1944年4月  | H-239 | わが谷は緑なりき                       | リチャード・レウェリン               |
| Iシリーズ  | 1944年5月  | I-253 | 虹を掴む男                             | ジェームズ・サーバー                 |
| Iシリーズ  | 1944年5月  | I-268 | ジェーン・エア                         | シャーロット・ブロンテ               |
| Jシリーズ  | 1944年6月  | J-296 | 虚栄の市                               | ウィリアム・メイクピース・サッカレー |
| Kシリーズ  | 1944年7月  | K-3   | 野性の呼び声                           | ジャック・ロンドン                   |
| Kシリーズ  | 1944年7月  | K-31  | トリストラム・シャンディ               | ローレンス・スターン                 |
| Lシリーズ  | 1944年8月  | L-25  | 吸血鬼ドラキュラ                       | ブラム・ストーカー                   |
| Lシリーズ  | 1944年8月  | L-27  | この私、クラウディウス                 | ロバート・グレーヴス                 |
| Lシリーズ  | 1944年8月  | L-29  | 炎の人ゴッホ                           | アーヴィング・ストーン               |
| Lシリーズ  | 1944年8月  | L-30  | 人間の絆                               | サマセット・モーム                   |
| Mシリーズ  | 1944年9月  | M-16  | ターザン                               | エドガー・ライス・バローズ           |
| Nシリーズ  | 1944年10月 | N-31  | デイヴィッド・コパフィールド           | チャールズ・ディケンズ               |
| Oシリーズ  | 1944年11月 | O-12  | アフリカの女王                         | セシル・スコット・フォレスター       |
| Oシリーズ  | 1944年11月 | O-22  | ターザンの帰還                         | エドガー・ライス・バローズ           |
| Pシリーズ  | 1944年12月 | P-1   | 狐になった奥様                         | デイヴィッド・ガーネット             |
| Qシリーズ  | 1945年1月  | Q-2   | 郵便配達は二度ベルを鳴らす             | ジェームズ・M・ケイン                |
| Qシリーズ  | 1945年1月  | Q-40  | ヘンリー・アダムスの教育               | ヘンリー・アダムズ                   |
| Tシリーズ  | 1945年4月  | T-2   | タイム・マシン                         | ハーバート・ジョージ・ウェルズ       |
| Tシリーズ  | 1945年4月  | T-36  | レベッカ                               | ダフニ・デュ・モーリエ               |
| Uシリーズ  | 1945年5月  | 655   | ジェニーの肖像                         | ロバート・ネイサン                   |
| Vシリーズ  | 1945年6月  | 698   | モロー博士の島                         | ハーバート・ジョージ・ウェルズ       |
| Vシリーズ  | 1945年6月  | 723   | 飾窓の女                               | J・H・ウォリス                       |
| Wシリーズ  | 1945年7月  | 745   | 宇宙戦争                               | ハーバート・ジョージ・ウェルズ       |
| Wシリーズ  | 1945年7月  | 751   | 大いなる眠り                           | レイモンド・チャンドラー             |
| Yシリーズ  | 1945年9月  | 838   | 湖中の女                               | レイモンド・チャンドラー             |
| Yシリーズ  | 1945年9月  | 853   | 街の野獣                               | ジェラルド・カーシュ                 |
| Zシリーズ  | 1945年10月 | 862   | グレート・ギャツビー                   | F・スコット・フィッツジェラルド      |
| Zシリーズ  | 1945年10月 | 878   | 暁の死線                               | ウィリアム・アイリッシュ             |
| AAシリーズ | 1945年11月 | 909   | フランケンシュタイン                   | メアリー・シェリー                   |
| CCシリーズ | 1946年1月  | 991   | 青銅ランプの呪                         | ジョン・ディクスン・カー             |
| HHシリーズ | 1946年6月  | 1177  | 凱旋門                                 | エーリヒ・マリア・レマルク           |
| KKシリーズ | 1946年9月  | 1203  | ミスタア・ロバーツ                     | トーマス・ヘッゲン                   |

## 戦後
戦後を経て21世紀に至っても、多くの兵隊文庫が古書店で容易に入手できるが、（特に兵隊文庫の初期と末期の作品など）見つけることが難しい稀少な作品もある。あるいは、『スーパーマン』や『エミリーに薔薇を』のような作品はそこまで珍しくないが、多くのコレクターに人気があるため高価で取引される。
兵隊文庫全巻のコレクションがアメリカ議会図書館に所蔵されているほか、アラバマ大学、サウスカロライナ大学、バージニア大学の図書館にもそれに近い数が所蔵されている。ノートルダム大学には1064タイトルの、テキサス大学、ロチェスター大学、プリンストン大学、ダートマス大学、ウィスコンシン大学マディソン校もかなりの数の兵隊文庫コレクションを持っている。そのほか、個人のコレクターが所蔵している、全巻セット1組、ほぼ全巻（2巻欠）セット1組が知られている。